# Viola koehleri
Viola koehleri är en violväxtart som beskrevs av Wilhelm Becker. Viola koehleri ingår i släktet violer, och familjen violväxter. Inga underarter finns listade i Catalogue of Life.